# Nieustanne tango
Nieustanne Tango — музичний альбом гурту Republika. Виданий 1984 року лейблом Polton. Загальна тривалість композицій становить 38:29. Альбом відносять до напрямку рок.

## Список пісень
Сторона A
1. «Nieustanne tango» — 5:22
2. «Psy Pawłowa» — 4:15
3. «Na barykadach walka trwa» — 4:10
4. «Hibernatus» — 4:14

Сторона B
1. «Zróbmy to (teraz)» — 2:48
2. «Wielki hipnotyzer» — 4:45
3. «Obcy astronom» — 5:15
4. «Fanatycy ognia» — 3:20
5. «Poranna wiadomość» (за кордоном виданий лейблом Polton в 1985 році) — 4:20